# Lê Phúc Nguyên
Lê Phúc Nguyên (sinh ngày 19/5/1954), là một sĩ quan cấp cao trong Quân đội nhân dân Việt Nam, hàm Trung tướng, nguyên Tổng Biên tập Báo Quân đội nhân dân.

## Thân thế và sự nghiệp
Ông quê tại Hoa Lư, Ninh Bình
Trước năm 2008, ông từng giữ chức Phó Tổng Biên tập Báo Quân đội nhân dân
Năm 2007, bổ nhiệm giữ chức Tổng Biên tập Báo Quân đội nhân dân
Năm 2014, ông nghỉ hưu.
Thiếu tướng (2008), Trung tướng (2013)